# Ijoukak
Ijoukak  (in arabo اجوكاك‎?) è un centro abitato e comune rurale del Marocco situato nella provincia di Al Haouz, regione di Marrakech-Safi. Conta una popolazione di 6 700 abitanti (censimento 2014).